# Municipio de Noble (condado de Shelby)
El municipio de Noble (en inglés: Noble Township) es un municipio ubicado en el condado de Shelby en el estado estadounidense de Indiana. En el año 2010 tenía una población de 1486 habitantes y una densidad poblacional de 15,8 personas por km².

## Geografía
El municipio de Noble se encuentra ubicado en las coordenadas 39°23′27″N 85°40′39″O / 39.39083, -85.67750. Según la Oficina del Censo de los Estados Unidos, el municipio tiene una superficie total de 94.07 km², de la cual 94 km² corresponden a tierra firme y (0,07 %) 0,07 km² es agua.

## Demografía
Según el censo de 2010, había 1486 personas residiendo en el municipio de Noble. La densidad de población era de 15,8 hab./km². De los 1486 habitantes, el municipio de Noble estaba compuesto por el 99,13 % blancos, el 0,13 % eran afroamericanos, el 0,34 % eran amerindios, el 0,07 % eran asiáticos, el 0,2 % eran de otras razas y el 0,13 % eran de una mezcla de razas. Del total de la población el 0,47 % eran hispanos o latinos de cualquier raza.